# John William Shepherd
John William Shepherd (* 18. November 1960 in Glen Ellyn, Illinois) ist ein US-amerikanischer Schauspieler und Filmproduzent.

## Leben und Karriere
Seine wohl bekannteste Rolle spielte Shepherd 1985 als Tommy Jarvis in dem Horrorfilm Freitag der 13. – Ein neuer Anfang. Er spielte auch in einer Episode der (im englischen Original) gleichnamigen Serie mit.
Weitere Auftritte als Filmdarsteller hatte er in Produktionen wie Jagd auf Roter Oktober (1990), Jenseits der weißen Linie (1992) oder Mission: Rohr frei! (1996). Als Fernsehschauspieler hatte Shepherd Gastauftritte in Serien wie Zurück in die Vergangenheit, NAM – Dienst in Vietnam und T. J. Hooker. 
Shepherd ist momentan der Präsident der Filmproduktionsfirma Mpower Pictures und aktiver Filmproduzent. Er wirkte an der Produktion von Filmen wie Das ultimative Geschenk, Bobby Jones – Die Golflegende und Bella mit.

## Filmografie
- 1978: The Phantom of the Open Hearth (Fernsehfilm)
- 1979: California Fever (Fernsehserie, 1 Episode)
- 1981: 240-Robert (Fernsehserie, 1 Episode)
- 1981: Das zweite Opfer (Fernsehfilm)
- 1982: T. J. Hooker (Fernsehserie, 1 Episode)
- 1983: Bekenntnisse eines Ehemanns (Fernsehfilm)
- 1983: Close Ties (Fernsehfilm)
- 1984: His & Hers (Fernsehfilm)
- 1985: Freitag der 13. – Ein neuer Anfang (Friday the 13th: A New Beginning)
- 1986: Geheimcode Charly
- 1987: The Kidnapping of Baby John Doe (Fernsehfilm)
- 1987: Gejagt durch Amsterdam
- 1987: Banzai Runner
- 1988: Erben des Fluchs (Fernsehserie, 1 Episode)
- 1988: Hot Paint – Eine verdammt heiße Ware (Hot Paint, Fernsehfilm)
- 1988: High Mountain Rangers (Fernsehserie, 1 Episode)
- 1988: Nitti – Der Bluthund  (Fernsehfilm)
- 1988: I'll Be Home for Christmas (Fernsehfilm)
- 1989: NAM – Dienst in Vietnam (Fernsehserie, 1 Episode)
- 1989: Der Equalizer (Fernsehserie, 1 Episode)
- 1990: Zurück in die Vergangenheit (Fernsehserie, 1 Episode)
- 1990: Avonlea – Das Mädchen aus der Stadt (Fernsehserie, 1 Episode)
- 1990: Jagd auf Roter Oktober
- 1991: Shannon's Deal (Fernsehserie, 1 Episode)
- 1991: Operation Wüstensturm (Fernsehfilm)
- 1991: Mein Freund Mark Twain (Fernsehfilm)
- 1992: Jenseits der weißen Linie
- 1996: Mission: Rohr frei!
- 1997: The Ride
- 2000: Die Prophezeiung
- 2002: Der Aufstieg – The Climb
- 2004: Bobby Jones – Die Golflegende
- 2019: Flesh and Blood (Kurzfilm)